# Denver S. Dickerson

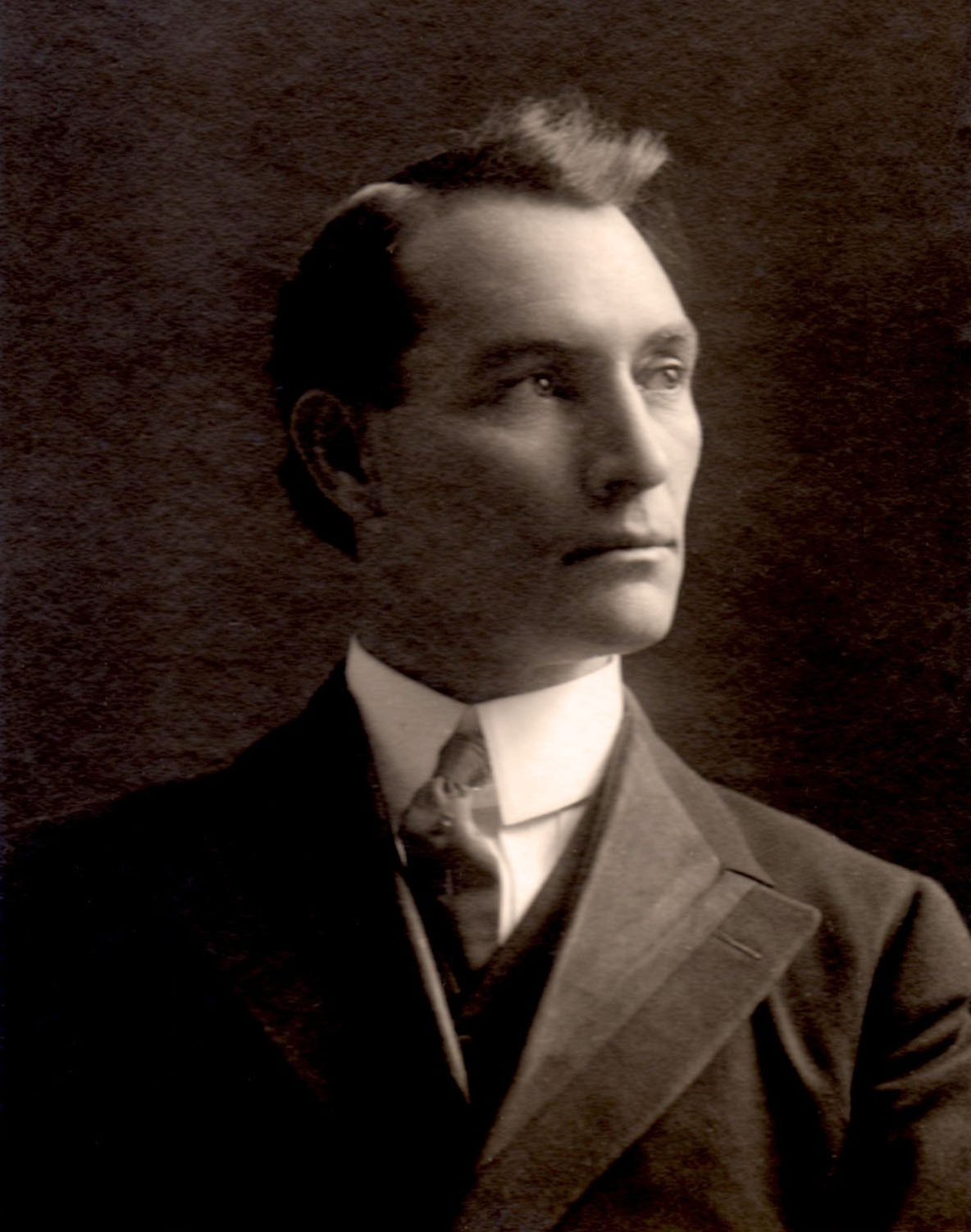
Denver S. Dickerson

Denver Sylvester Dickerson (* 24. Januar 1872 in Millville, Shasta County, Kalifornien; † 28. November 1925) war ein US-amerikanischer Politiker und von 1908 bis 1911 Gouverneur des Bundesstaates Nevada.

## Frühe Jahre
Denver Dickerson besuchte die öffentlichen Schulen seiner kalifornischen Heimat. Danach stieg er in das Zeitungsgeschäft in Idaho ein. Später gab er die Zeitungen White Pine News und Ely Mining Expositor heraus. Nach der Teilnahme am Spanisch-Amerikanischen Krieg kam Dickerson nach Nevada.

## Politische Laufbahn
Dickerson wurde Mitglied der Demokratischen Partei. 1903 wurde er Verwaltungsangestellter im White Pine County. Zwischen 1907 und 1908 war er Vizegouverneur seines Staates. Nach dem Tod des Amtsinhabers John Sparks am 22. Mai 1908 beendete er entsprechend der Staatsverfassung die angebrochene Amtszeit als Gouverneur. Damit war er bis zum 2. Januar 1911 Gouverneur von Nevada. In seiner Amtszeit wurden die Nervenkliniken des Staates neu strukturiert und eine Reform des Gefängniswesens ins Auge gefasst. Auch der Eisenbahnausschuss des Staates wurde neu organisiert. Im Jahr 1910 bewarb sich Dickerson erfolglos um seine Wiederwahl.

## Weiterer Lebenslauf
Von 1913 bis 1919 und nochmals von 1923 bis 1925 war Dickerson Leiter des Staatsgefängnisses. Dazwischen war er von 1920 bis 1921 Aufseher über die Bundesstrafanstalten in Nevada. Ex-Gouverneur Denver Dickerson starb am 28. November 1925. Mit seiner Frau Una Reilly hatte er acht Kinder.